# IC 3005
IC 3005 је спирална галаксија у сазвјежђу Хидра која се налази на листи објеката дубоког неба у Индекс каталогу.
Деклинација објекта је - 30° 1' 34" а ректасцензија 12h 7m 14,3s. Привидна величина (магнитуда) објекта IC 3005 износи 13,1 а фотографска магнитуда 13,8. Налази се на удаљености од 25,887 милиона парсека од Сунца. IC 3005 је још познат и под ознакама ESO 441-2, MCG -5-29-18, AM 1204-294, IRAS 12046-2944, PGC 38464.